# Parkhotel Valkenburg
Parkhotel Valkenburg ist ein niederländisches Radsportteam mit Sitz in Egmond-Binnen.

## Organisation und Geschichte
Die Mannschaft wurde 2014 gegründet und nimmt als UCI Continental Team an den UCI Continental Circuits teil. Manager und Sportlicher Leiter ist Paul Tabak. Hauptsponsor ist das Parkhotel Valkenburg, das bereits von 2014 bis 2016 als Sponsor aktiv war und nach dem Wechsel des Frauenteams zu Volker Wessels erneut das Sponsoring des Teams übernahm.
2023 war die bisher nach der Anzahl der Siege die erfolgreichste Saison des Team, von den insgesamt neuen Saisonerfolgen erzielte das Team als Continental Team drei bei Rennen der UCI ProSeries. 2024 folgten drei weitere Siege in der UCI ProSeries durch Jelte Krijnsen, der zur Folgesaison einen Vertrag beim UCI WorldTeam Jayco AlUla erhielt.

## Saison 2025
Mannschaft
| Teamkader 2025          | Teamkader 2025     | Teamkader 2025 | Teamkader 2025                             |
| Name                    | Geburtsdatum       | Land           | Vorheriges Team                            |
| ----------------------- | ------------------ | -------------- | ------------------------------------------ |
| Mathis Avondts          | 15. Juni 2003      | Belgien        | Alpecin-Deceuninck Development Team (2022) |
| Bram Danklof            | 20. Oktober 2006   | Niederlande    |                                            |
| Nino de Jong            | 19. November 2003  | Niederlande    | Hagens Berman Jayco (2024)                 |
| Yanne Dorenbos          | 15. September 2000 | Niederlande    | Equipo Finisher (2023)                     |
| Maxime Duba             | 2. Oktober 2004    | Niederlande    |                                            |
| Philip Heijnen          | 25. Juni 2000      | Niederlande    | Willebrord Wil Vooruit (2022)              |
| Vincent Hoppezak        | 2. Februar 1999    | Niederlande    | BEAT Cycling Club (2023)                   |
| Stef Koning             | 18. März 2004      | Niederlande    |                                            |
| Steijn Oosterveld       | 6. November 2005   | Niederlande    |                                            |
| Jesper Rasch            | 22. März 1998      | Niederlande    | SEG Racing Academy (2021)                  |
| Martijn Rasenberg       | 9. November 2001   | Niederlande    | JEGG-DJR Academy (2022)                    |
| Nils Sinschek           | 24. Juni 1998      | Niederlande    | Development Team Sunweb (2020)             |
| Tristan Tijsen          | 5. April 2006      | Niederlande    |                                            |
| Jan-Willem van Schip    | 20. August 1994    | Niederlande    | BEAT Cycling (2022)                        |
| Otto van Zanden         | 27. Oktober 2004   | Niederlande    |                                            |
| Teun Veelers            | 2. November 2001   | Niederlande    |                                            |
| Luke Verburg            | 12. Mai 2001       | Niederlande    | Pauwels Sauzen-Bingoal (2020)              |
| Niek Voogt              | 15. Januar 2001    | Niederlande    | Scorpions Racing Team (2023)               |
| Lukas Vries             | 24. Februar 2006   | Niederlande    |                                            |
| Meindert Weulink        | 15. Mai 1999       | Niederlande    | Wielerploeg Groot Amsterdam (2019)         |
|                         |                    |                |                                            |
| Quelle: ProCyclingStats |                    |                |                                            |

Erfolge
| Siege | Siege  | Siege | Siege  | Siege  | Siege |
| Datum | Rennen | Staat | Klasse | Sieger |       |
| ----- | ------ | ----- | ------ | ------ | ----- |

## Erfolge pro Saison
| Rennserie                 | 2014 | 2015 | 2016 | 2017 | 2018 | 2019 | 2020 | 2021 | 2022 | 2023 | 2024 |
| ------------------------- | ---- | ---- | ---- | ---- | ---- | ---- | ---- | ---- | ---- | ---- | ---- |
| UCI ProSeries             | -    | -    | -    | -    | -    | -    | -    | -    | -    | 3    | 3    |
| UCI Continental Circuits  | -    | 8    | 5    | 1    | 8    | 8    | -    | -    | 3    | 6    | 3    |
| nationale Meisterschaften | -    | -    | -    | -    | -    | -    | 1    | -    | -    | 1    | -    |

## Platzierungen in UCI-Ranglisten
UCI-Weltrangliste
| World Ranking | World Ranking | World Ranking             | World Ranking |
| Jahr          | Teamwertung   | Einzelwertung             |               |
| ------------- | ------------- | ------------------------- | ------------- |
| 2016          | —             | Peter Schulting (529. )   |               |
| 2017          | —             | Antonio Santoro (498. )   |               |
| 2018          | —             | André Looij (325. )       |               |
| 2019          | 71.           | Bas van der Kooij (280. ) |               |
| 2020          | 87.           | Stijn Daemen (457. )      |               |
| 2021          | 107.          | Mārtiņš Pluto (753. )     |               |
| 2022          | 60.           | Joren Bloem (404. )       |               |
| 2023          | 55.           | Jesper Rasch (498. )      |               |
| 2024          | 52.           | Jelte Krijnsen (151. )    |               |
|               |               |                           |               |
| Quelle: UCI   |               |                           |               |

UCI Africa Tour
| Saison    | Mannschaftswertung | Fahrerwertung          |
| --------- | ------------------ | ---------------------- |
| 2014      | 15.                | Peter Schulting (105.) |
| 2015-2016 | -                  | -                      |

UCI Asia Tour
| Saison | Mannschaftswertung | Fahrerwertung         |
| ------ | ------------------ | --------------------- |
| 2014   | 35.                | Marco Zanotti (36.)   |
| 2015   | 21.                | Marco Zanotti (17.)   |
| 2016   | 34.                | Peter Schulting (99.) |

UCI Europe Tour
| Saison | Mannschaftswertung | Fahrerwertung         |
| ------ | ------------------ | --------------------- |
| 2014   | 73.                | Marco Zanotti (226.)  |
| 2015   | 33.                | Wim Stroetinga (123.) |
| 2016   | 49.                | Dion Beukeboom (550.) |
| 2017   | 142.               | Mario Zanotti (1123.) |
| 2018   | 42.                | Andre Looij (175.)    |

UCI Oceania Tour
| Saison | Mannschaftswertung | Fahrerwertung          |
| ------ | ------------------ | ---------------------- |
| 2014   | -                  | -                      |
| 2015   | 15.                | Massimo Graziato (60.) |
| 2016   | -                  | -                      |